# C-4

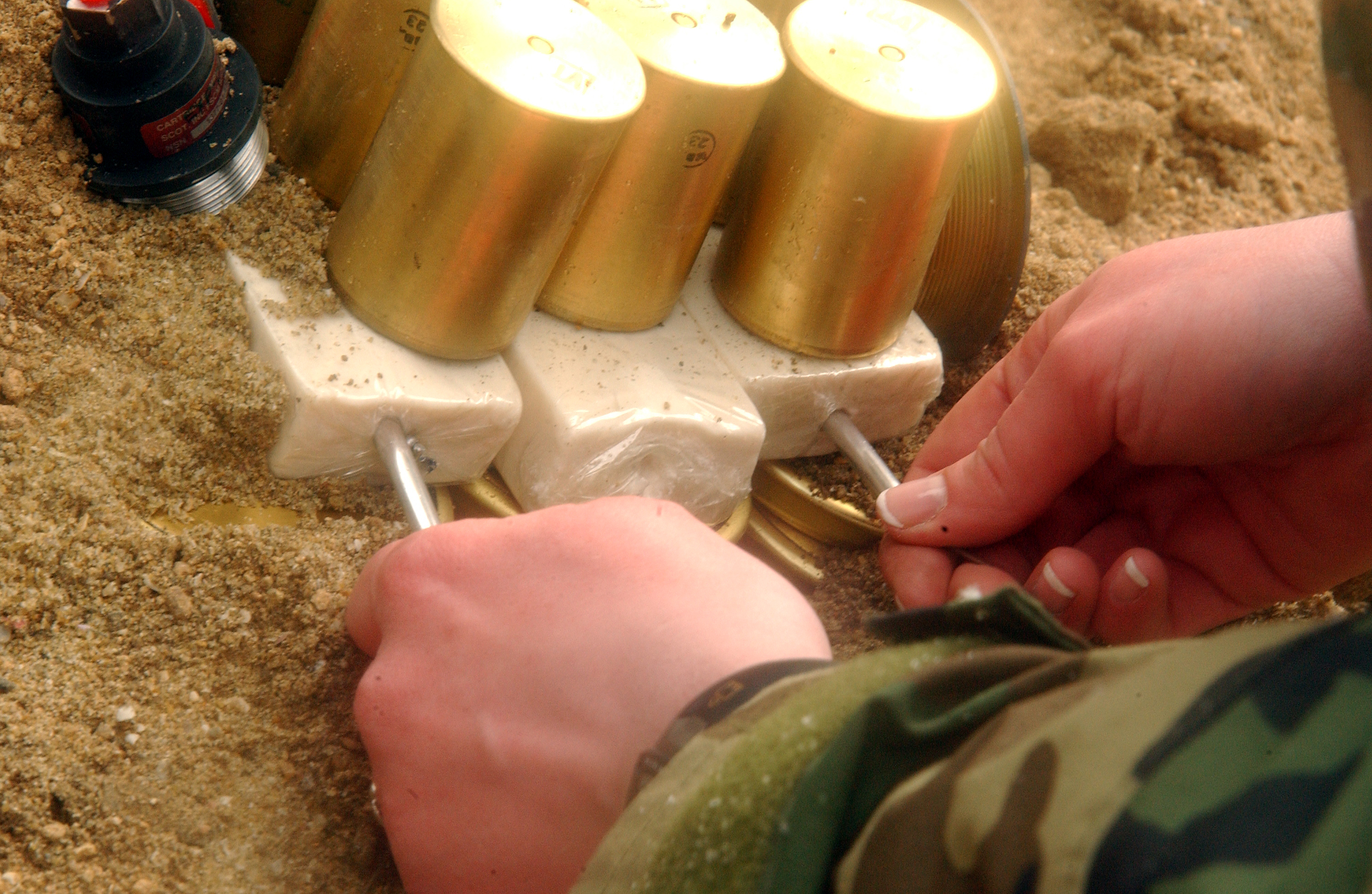
Preparando o explosivo C-4 militar para detonação

O C-4 ou "Composition C-4", literalmente "composição 4" é uma variedade comum de explosivo plástico de uso bélico que usa RDX como agente explosivo.  O termo "composition" é usado em inglês para qualquer explosivo estável, e a  "composition A" e a "composition B" são outras variantes conhecidas. O C-4 é um dos explosivos, depois do TNT, com mais força conhecida até o momento.  C-4 é composto de explosivos, aglutinante de plástico, plastificante para torná-lo maleável e geralmente um marcador ou produto químico odorizante . O C-4 tem uma textura semelhante à massa de modelar e pode ser moldado em qualquer formato desejado. O C-4 é relativamente estável e pode ser detonado apenas pela onda de choque de um detonador.  
Um explosivo plástico britânico semelhante, também baseado em RDX , mas com um plastificante diferente daquele usado na Composição C-4, é conhecido como PE-4 (Plastic Explosive No. 4 - Explosivo Plástico número 4).
O C-4 é um membro da família de explosivos químicos da Composição C. As variantes têm diferentes proporções e plastificantes e incluem as composições C-2, C-3 e C-4.  O material original baseado em RDX foi desenvolvido pelos britânicos durante a Segunda Guerra Mundial e reconstruído como Composição C quando apresentado aos militares dos EUA. Foi substituído pela Composição C-2 por volta de 1943 e posteriormente reconstruído por volta de 1944 como Composição C-3. A toxicidade do C-3 foi reduzida, a concentração de RDX foi aumentada, dando-lhe maior segurança durante o uso e armazenamento. A pesquisa de um substituto para o C-3 foi iniciada antes de 1950, mas o novo material, C-4, não começou a produção inicial até 1956. O C-4 foi submetido à patente como "Propulsor Sólido e um Processo para sua Preparação" em 31 de março de 1958, pela Companhia de Petróleo Phillips. 